# نارینه زاریفیان
نارینه کارلی زاریفیان (ارمنی: Նարինե Կառլի Զարիֆյան؛ زادهٔ ۱۱ اکتبر ۱۹۵۸) موسیقی‌دان و آهنگساز اهل ارمنستان است.

## زندگی‌نامه
وی در ۱۱ اکتبر ۱۹۵۸ در ایروان به دنیا آمد و از کنسرواتوار دولتی کومیتاس ایروان فارغ‌التحصیل گشت. وی برنده جوایزی همچون چهره هنری افتخاری جمهوری ارمنستان، مدال موسس خورناتسی (۲۰۱۷) و مدال طلای وزارت فرهنگ جمهوری ارمنستان است.